# Халаджи
Халаджи (туркм. мн. Halaçlar) — древнее тюркское племя, впервые упоминаемое в VI веке, а в источнике XIII века указанное как огузо-туркменского происхождения. В XIII в. часть халаджей проживала на территории современного Ахалского велаята Туркменистана.

## Этноним
Впервые зафиксированы в письменных источниках начиная с VI века нашей эры. Первоначально проживали в Средней Азии и более восточных районах.
В пору существования Сельджукской державы название «калаш» прилагалось к деклассированным элементам. Средневековые толковые словари обычно объясняют значение термина «калаш» как ‘оставшийся без средств, беспомощный’. Вполне очевидно, что этот социальный термин прилагался и к низшим слоям обедневших общинников-скотоводов.
В уйгурском варианте «Сказания об Огуз-кагане» этноним «халадж» стоит в одном ряду с наименованиями таких племенных союзов, как «огуз», «кыпчак», «карлук», «канглы». Однако халаджи никогда не упоминаются как самостоятельная политическая единица, а всегда как наёмное войско или гвардия у чужих правителей; их предводителям, как и вообще многим предводителям тюркской гвардии, иногда удавалось основать самостоятельные династии, особенно в Индии, где преобладает произношение хилъджи вместо халаджи.
Махмуд Кашгари, Рашид-ад-дин и другие авторы приводят следующую этимологию этнонима: ‘останься, открой’ и ‘останься голодным’.
Около тысячи лет тому назад часть племени халадж жила в нынешнем Халачском этрапе Туркменистана, остатки которого до сих пор живут там и в Бухарской области Узбекистана, а часть в XIII веке ушла в Индию и в другие страны.

## История
С XI века входили в число 24 племён огузского союза halatş ~ haladj. О связи названия древних халаджей (халач), живших в Средней Азии, с этнонимом алач (алаш) писал ещё известный казахский лингвист С. Аманжолов.
Вероятно, большая часть халаджей переселились из Турана на территорию Афганистана и Ирана. Воины племени участвовали в завоевательных походах в Индию в составе войск тюркской династии Газневидов, а затем султанов Гура.
Наиболее многочисленные из кочевых племен Афганистана — дуррани и гильзаи. Ещё в XVIII—XIX веках путешественники нередко не без опасений приближались к населенной гильзаями территории, и особенно в районе между Кабулом и Калатом. «На границах Персидских и Индейских был народ военный, кочующий в кибитках наподобие татар, в делах бранных всегда управляющийся, к терпению голода и жажды и к понесению жара приобвыкший… почти в непрестанных набегах жизнь свою препровождавший и вообще наблюдавший у себя весьма великую строгость», — сообщалось о них в трактате Андре де Клостера «Персидский Александр или страшный Надир, потрясший богатейшее в свете Индейское царство и нанесший трепет на весь Восток», изданном в России в 1790 году. Воинственному характеру этого племени вполне соответствует семантика турецкой лексемы halaç ‘участник набега’ (синонимы: sürücü, akıncı, yağmakâr). В чагатайском языке термином halaç обозначали многочисленный народ, обитавший в Иране: в городах Раз и Тус, а также на территории Афганистана (турецк. Raz-u Tus şehirleri’nde ve Afganistan tarafları’nda Iran’da muteferrik ve perişan ve hüsni melahetle meşhur ve benam ve büyük ulus ismi dir).
Исследователи истории Афганистана считают, что в XI—XIII вв. пуштуны (афганцы) постепенно ассимилировались с рядом тюркских племён, кочевавших на Газнийском плато. Крупнейшим из них было племя халадж, к которому генетически восходит одно из самых больших пуштунских племен — гильзаи (по-пуштунски ğildjiy, в ед.ч. — ğildjäy). Несомненно то, что название ğildjiy восходит к этнониму hildjiy, обозначавшему народность, обитавшую в средневековом Афганистане.
В истории сохранилось сообщение об овладении войском тюрок в 1290 году городом Дели, что привело к созданию в Северной Индии Делийского султаната. В результате борьбы за престол в новом государстве победила халаджская знать, и Джелал ад-дин Фируз-шах Халадж (Халджи) стал правителем. Когда в 1296 г. султан был убит в результате заговора, на престол сел его родственник Ала ад-дин Халадж. В феврале 1299 г. он направил войско на Гуджарат и присоединил его к султанату. Длительная борьба с раджпутскими княжествами привела к их покорению. Попытки монгольской династии Хулагуидов, правившей в Иране, разбить делийские войска были безуспешны. В 1297 г. правитель Мавераннахра Дева-хан во главе стотысячного войска вторгся в Северо-Западную Индию. Войска султана Ала ад-дина наголову разбил захватчиков. В 1299 г., перейдя реку Инд, войско монголов подошло к Дели — столице султаната. В кровопролитной битве халаджи разбили монголов и выгнали их из пределов султаната. Ала ад-дин предпринял несколько походов в Южную Индию и принудил южноиндийских князей принять протекторат Делийского султаната. Под контролем султана находилась почти вся Северная Индия (современные территория Пенджаба, Синда, Уттар-прадеша, Гуджарата). Династия хильджи властвовала в Дели до 1321 года.
В 1709 г. афганские хильджи овладели городом Гандахаром, находившемся во власти иранцев, вторглись в Персию, где взяли Исфахан, и в течение нескольких лет правители хильджи удерживали свою власть в Иране. Впоследствии они потеряли господство над Персией, а в 1737 году занявший персидский престол Надир-шах после осады занял Гандахар и сокрушил могущество хильджиев. Чтобы ослабить самое многолюдное и воинственное афганское племя, он стал оказывать поддержку абдалам. Неоднократно хильджи поднимали восстание против дурранийской власти. Главные массы наиболее воинственных ополчений, успешно противостоящих попыткам англичан утвердиться в Афганистане, состояли из хильджи.
Рассматривая этногенез пуштунов, Н. А. Аристов в своем исследовании «Англо-индийский „Кавказ“. Столкновения Англии с авганскими пограничными племенами» (Этнико-исторический и политический этюд) указывал, что «к четвёртой группе афганских племен принадлежит, в числе других, самое многочисленное авганское племя хильджи, иначе хильзи, гильджи, гильзи, гильзай». Оно состоит из двух отделов: туран и бурхан, которые в свою очередь подразделялись на роды отек, токи, тереки и эндери (западные хильджи) и восточный род сулейман-хель, состоящий из множества частей, которыми управляли независимые друг от друга мелики. В генеалогических преданиях афганцев чуждое происхождение племени хильджи отражено в представлении, что они предстают потомками изгнанного из Гура члена княжеской династии по имени Хусейн, вступившего в незаконную связь с дочерью родоначальника группы афганских племен Бетения, потомство сыновей которого составляют 25 хейлей, обитающих в западной и отчасти восточной части Сулеймановых гор. Зачатый от добрачной связи упомянутого Хусейна с девицей Мати родился сын, которого, по мнению афганцев, поэтому прозвали «Хильзай, то есть сын греха, потому что хиль по авгански значит грех, а зай — сын, во множественном числе зи, так что племенное имя выходит хильзи или хильджи». Автор цитируемого труда считает сомнительной не только приведенную им народную этимологию племенного названия хильджи, но и предположения мусульманского историка Рашид-эд-дина (от тюркск. qal aç ‘останься голодным’) и венгерского ученого А. Вамбери (от тюркск. qılıç ‘меч, сабля’).
Его утверждение о тюркском происхождении хильджи основано на свидетельствах исторических памятников средневековья. В своем труде ученый приводит следующую цитату из труда арабского путешественника X века Истахри: «Хильджи (читают и халаджи) есть тюркское племя, вторгшееся в древности в страны между Индом и Седжестаном, за Гуром (то есть к востоку от Гура); это скотоводы, у которых наружность, обычаи и одежда (вариант „язык“) суть тюркские». Предполагают, что другой арабский автор Ибн-Хаукал, видимо, пользовался его сочинением, так как написал то же самое: «Хильджи есть племя тюркское, водворившееся в древности между Индостаном и Седжестаном; они походят на тюрков по своей наружности, сохраняют одежду и обычаи тюрков и все говорят на тюркском языке».
Часть племени халадж ушла на запад в Центральный Иран. В настоящее время это небольшой тюркоязычный народ, проживающий в 46 населенных пунктах юго-западнее Тегерана.
Группа халачей проживала в пяти небольших кишлаках на территории бывшего Кабадианского бекства. Родоначальник был уроженцем селения Халач, находившегося на средней Амударье. Известны горы Кухи-Халач или Халач-таг к востоку от Шаартуза. Здесь, по прежним представлениям обитателей Кабадиана, находились кумирни огнепоклонников-халачей.

## Потомки халаджей
В настоящее время потомки халаджей входят в состав туркмен, проживающих в Халачском этрапе Туркменистана, являются отдельной народностью в Иране, также часть их потомков проживает в Губадлинском районе Азербайджана и в Узбекистане. Халаджи, эмигрировавшие из Карабаха в Афганистан, основали район Карабах (Qara bagh) в Афганистане и составляют ядро племени гильзаи.

## Топонимия
Халач — город в Лебапском велаяте Туркменистана;
Халачйолы — старая дорога между городами Байрамали (Марыйский велаят Туркменистана) и Халач.